# Hermann Harnisch
Hermann Harnisch (* 1. September 1883 in Teuchern; † 19. Februar 1951 in Berlin) war ein deutscher Politiker (SPD, SED).

## Leben
Harnisch erlernte den Beruf des Tischlers. 1905 wurde er Mitglied der SPD. Ab 1919 war er im Deutschen Holzarbeiterverband gewerkschaftlich tätig. 1920 wurde Harnisch Kreisvorsitzender der SPD (bis 1933) und Vorsteher der Bezirksversammlung (bis 1921) im Bezirk Neukölln.
Von 1924 bis 1932 war er als Abgeordneter der SPD Mitglied des Preußischen Landtages, außerdem von 1923 bis 1925 und in den Jahren 1929 und 1933 Mitglied der Stadtverordnetenversammlung von Berlin-Neukölln.
Nach der Machtübernahme der Nationalsozialisten im Januar 1933 wurde Harnisch verhaftet. Im Dezember 1939 war er einige Wochen im Keller der Gestapo in der Prinz-Albrecht-Straße und wurde dort täglich verhört.
1944 war er gemeinsam mit Max Fechner im KZ Sachsenhausen inhaftiert.
Am 15. Juni 1945 nahm Harnisch an der Konstituierung des von Otto Grotewohl geleiteten Zentralausschusses der SPD teil und gehörte zu den Unterzeichnern des Aufrufs zur Wiedergründung der SPD. Auf dem 1. Landesparteitag der SPD wurde er am 25. November 1945 zum Vorsitzenden der Berliner SPD gewählt. Von Januar bis Oktober 1946 war Harnisch Bezirksbürgermeister von Berlin-Neukölln.
Harnisch gehörte zu den Befürwortern der Vereinigung von SPD und KPD. Er erklärte 1946 seinen Übertritt zur SED und wurde Mitglied des Landesvorstandes der SED. Im August 1948 trat er wegen der zunehmenden Stalinisierung der SED wieder zur SPD über.